# Miss Grand Paraguay 2018
Miss Grand Paraguay 2018 fue la 2.ª edición de Miss Grand Paraguay, que se llevó a cabo el 9 de junio de 2018, en el Teatro de las Américas del Centro Cultural Paraguayo Americano (CCPA) en Asunción.  15 candidatas de diversos departamentos y ciudades compitieron por el título. Al final del evento, Lía Ashmore, Miss Grand Paraguay 2017 de Guairá coronó a Clara Sosa, de Asunción, como su sucesora. Luego participó en el concurso internacional en Birmania, donde ganó el título, convirtiéndose en la primera paraguaya en ganar Miss Grand Internacional.

## Resultados
| Posiciones               | Candidata |
| ------------------------ | --- |
| Miss Grand Paraguay 2018 | - Asunción - Clara Sosa |
| Primera finalista        | - Paraguarí - Irene Camacho |
| Segunda finalista        | - Areguá - Vanessa Ramirez |
| Tercera finalista        | - Ciudad del Este - Tamara Carvallo |
| Cuarta finalista         | - Presidente Franco - Bianca Antonelli |
| Top 10                   | - Concepción - Brenda Barrios - Itapúa - Liz Heppner - Misiones - Amarilla Blanca - San Lorenzo - Laura Notario - Santa Rita - Anna Niedermeyer |

## Candidatas
15 candidatas compitieron por el título.
| Departamento/Ciudad | Candidata          |
| ------------------- | ------------------ |
| Areguá              | Vanessa Ramírez    |
| Asunción            | Clara Sosa         |
| Caazapá             | Camila De Souza    |
| Canindeyú           | Daniela García     |
| Ciudad del Este     | Tamara Carvallo    |
| Concepción          | Brenda Barrios     |
| Cordillera          | Leticia Echeverría |
| Itapúa              | Liz Heppner        |
| Lambaré             | Adelaida Cubilla   |
| Misiones            | Amarilla Blanca    |
| Paraguarí           | Irene Camacho      |
| Presidente Franco   | Bianca Antonelli   |
| San Lorenzo         | Laura Notario      |
| San Pedro           | Romina Cáceres     |
| Santa Rita          | Anna Niedermeyer   |